# Dungannon Swifts F.C.
Dungannon Swifts F.C. - półprofesjonalny klub piłkarski z miasta Dungannon w Irlandii Północnej, występujący obecnie w NIFL Premiership, czyli najwyższej klasie rozgrywkowej tej części Wielkiej Brytanii.

## Historia
Klub został założony w 1949 roku. Początkowo uczestniczył jedynie w lokalnych, w pełni amatorskich rozgrywkach. W 1972 roku wywalczył awans do Irish League B Division, czyli ówczesnej 2. ligi Irlandii Północnej. Od 1975 roku piłkarze Dungannon Swifts grają swoje mecze na obecnym stadionie Stangmore Park. Od sezonu 2003/04 roku występują w najwyższej klasie rozgrywkowej Ulsteru. Największym sukcesem klubu jest udział w finale Pucharu Irlandii Północnej w sezonie 2006/07, w którym przegrał on z Linfield F.C. dopiero po rzutach karnych. Jako że ich finałowi przeciwnicy wywalczyli w tamtym sezonie także mistrzostwo Irlandii Północnej, osiągnięcie to pozwoliło piłkarzom Dungannon Swifts zadebiutować w następnym sezonie w Pucharze UEFA.
W 1. rundzie kwalifikacyjnej sezonu 2007/2008 tych rozgrywek spotkali się oni z litewską Sūduvą Mariampol. Zdołali wygrać u siebie 1:0, rewanż jednak zakończył się zwycięstwem Litwinów 4:0 i to oni awansowali do dalszych rozgrywek.

## Osiągnięcia
- Finalista Pucharu Irlandii Północnej (1): 2006/07

## Europejskie puchary
Legenda do wszystkich tabel:
- Q – runda eliminacyjna, 1/16, 1/8, 1/4, 1/2 – odpowiednia faza rozgrywek, Grupa – runda grupowa, 1r gr – pierwsza runda grupowa, 2r gr – druga runda grupowa, F – finał, R – runda, PO – play-off
- k. – rzuty karne, los. – losowanie, Dogr. – dogrywka, w. – zasada bramek strzelonych na wyjeździe

| Sezon   | Rozgrywki        | Runda | Przeciwnik       | Dom | Wyjazd | Ogólnie    |
| ------- | ---------------- | ----- | ---------------- | --- | ------ | ---------- |
| 2006    | Puchar Intertoto | 1R    | ÍBK Keflavík     | 0–0 | 1–4    | 1–4        |
| 2007/08 | Puchar UEFA      | 1Q    | Sūduva Mariampol | 1–0 | 0–4    | 1–4        |
| 2025/26 | Liga Konferencji | 2Q    | FC Vaduz         | 0–3 | 1–0    | 1–3, Dogr. |